# Бойс (фильм)
Бойс (нем. Beuys) — немецкий документальный фильм 2017 года про немецкого художника и скульптора Йозефа Бойса, поставленный режиссером Андресом Фаелем.
Фильм был отобран для участия в конкурсной программе 67-го Берлинского международного кинофестиваля 2017 года. В июле 2017 года фильм принимал участие в конкурсной программе европейских документальных фильмов 8-го Одесского международного кинофестиваля.

## Сюжет
История про немецкого художника, актера, писателя, скульптора и перформера Йозефа Бойса. Еще в свое время он пытался терпеливо объяснить, что «деньги не должны быть товаром» и, улыбаясь, спрашивал: «вы хотите революцию без смеха?» Бойс обладал собственным взглядом на искусство — идеи художника, даже через 30 лет после смерти, актуальны до сих пор. Создатели фильма задействовали необычные аудио - и видеоисточники, создав таким образом единственную в своем роде хронику. «Бойс» — это не кинопортрет в привычном понимании, это интимный взгляд на человека, его искусство и идеи в мировом искусстве.